# Orange Fair Play
Orange Fair Play – nagroda w postaci pamiątkowej statuetki i czeku gotówkowego fundowana przez sponsora piłkarskiej Orange Ekstraklasy – PTK Centertel dla najaktywniejszych klubów kibica w danej rundzie sezonu rozgrywkowego. Konkurs miał na celu promowanie w mediach dobrych wzorców kibicowania. W ramach promocji programu Orange Fair Play EMI Music Poland stworzyło piosenkę i teledysk Prosta rzecz (Nosowska, Rojek, Grabaż).
Nagroda przyznawana była począwszy od rundy wiosennej sezonu 2004/2005 (wówczas jako Idea Fair Play), a poszczególne kluby kibica wybierano przez głosowanie przez dziennikarzy sportowych, związanych m.in. z: TVN, Piłką Nożną, Przeglądem Sportowym, Sportem, Gazeta.pl, Interia.pl i Onet.pl. Ostatnia statuetka został wręczona w sezonie 2006/2007.

## Laureaci

### I edycja (sezon 2004/2005, runda wiosenna)
Trzy równorzędne nagrody (statuetki i czeki na 5000 zł) dla klubów kibica:
- Lecha Poznań
- Legii Warszawa
- Pogoni Szczecin

### II edycja (sezon 2005/2006, runda jesienna)
I nagroda (statuetka i czek na 7500 zł) dla klubu kibica Pogoni Szczecin.
Dwa równorzędne wyróżnienia (statuetki i czeki na 5000 zł) dla klubów kibica:
- GKS Bełchatów
- Lecha Poznań

### III edycja (sezon 2005/2006, runda wiosenna)
I nagroda (statuetka i czek na 7500 zł) dla klubu kibica Legii Warszawa.
Dwa równorzędne wyróżnienia (statuetki i czeki na 5000 zł) dla klubów kibica:
- Kolportera Korony Kielce
- Lecha Poznań

### IV edycja (sezon 2006/2007, runda jesienna)
I nagroda (statuetka i czek na 10000 zł) dla klubu kibica Lecha Poznań.
II nagroda (statuetka i czek na 7500 zł) dla klubu kibica Legii Warszawa.
III nagroda (statuetka i czek na 5000 zł) dla klubu kibica Górnika Zabrze.

### Zawieszenie przyznawanie nagrody (sezon 2007/08, runda jesienna)
Wskutek wycofania się z udziału w Orange Fair Play grup fanów związanych głównie z Ogólnopolskim Zrzeszeniem Stowarzyszeń Kibiców, w rundzie jesiennej sezonu 2007/08 Orange Fair Play został zawieszony do czasu uzyskania porozumienia pomiędzy kibicami a Ekstraklasą.